# Carlo Francesco Maria Caselli
Carlo Francesco Caselli (Alessandria, 20 ottobre 1740 – Parma, 20 aprile 1828) è stato un cardinale e arcivescovo cattolico italiano.

## Biografia

### Al timone dei Servi di Maria
Appartenente a una famiglia di origini svizzere (nel distretto di Lugano), Carlo Francesco Caselli entrò come novizio nei Servi di Maria, i Serviti, a 15 anni. Dal 1779 si dedicò all'insegnamento, fino al 1781, quando fu nominato segretario generale dei Serviti. Quattro anni più tardi ne divenne Procuratore generale e nel 1792 Superiore generale, incarico che mantenne fino al 1798. Contemporaneamente, su nomina di Papa Pio VI (il cesenate Gianangelo Braschi), fu Consultore dei Sacri Riti e della Santa Romana Inquisizione.

### Da inviato del Papa a cardinale
Dopo la morte di papa Braschi (29 agosto 1799), padre Caselli fu scelto dal nuovo pontefice, Pio VII (il cesenate Barnaba Chiaramonti) per avviare a Parigi con Napoleone Bonaparte, assieme al cardinal Ercole Consalvi e a monsignor Giuseppe Spina, le trattative per il Concordato. Si arrivò alla sospirata firma il 15 luglio 1801 e padre Caselli ebbe il compito di tradurre in latino il testo del documento. Il successo diplomatico in Francia gli spalancò le porte del cardinalato. Papa Chiaramonti lo nominò cardinale nel concistoro del 9 agosto 1802.

### Senatore francese e "Cardinale rosso"
Napoleone Bonaparte, allora Primo Console, dimostrò una grande stima per Padre Caselli, che considerò "cardinal francese", proponendogli di diventare Arcivescovo di Parigi. Ma Caselli preferì una sede in Italia e fu poi nominato Vescovo di Parma, dove fece il suo solenne ingresso il 1º maggio 1805. Quattro anni più tardi, il 18 marzo 1809, divenne Senatore dell'Impero francese e un anno dopo, il 2 aprile 1810, in una cappella del Museo del Louvre, partecipò alle nozze religiose tra Napoleone Bonaparte (che aveva ripudiato la prima moglie Giuseppina Beauharnais) con Maria Luigia d'Austria, primogenita di Francesco II d'Asburgo-Lorena. Qui ci fu una clamorosa spaccatura tra i cardinali presenti, che si divisero in due fazioni: i "cardinali neri", che si opponenano al matrimonio e i "cardinali rossi", favorevoli. Caselli fu tra questi, anche se entrò nella cappella in abito nero, come imponeva il suo Ordine dei Servi di Maria.

### La rottura con Napoleone
Nonostante fosse stato sempre in sintonia, almeno apparentemente, con Bonaparte, il cardinal Caselli "ruppe" con il suo protettore nel 1811, in occasione del Concilio di Parigi, durante il quale perorò la causa di Papa Pio VII, che l'imperatore francese aveva mandato in esilio a Savona. Otto anni dopo, nel 1819, fu nominato "consigliere intimo" di Maria Luigia, l'ex seconda moglie di Napoleone, diventata duchessa di Parma e Piacenza.

### Cinque voti al Conclave
Dopo la scomparsa di Pio VII, avvenuta il 20 agosto 1823, il Cardinal Caselli partecipò al Conclave e nonostante l'età avanzata, aveva 83 anni) ottenne cinque voti da altrettanti porporati che l'avrebbero voluto Papa. Fu invece prescelto il cardinal Annibale della Genga, che prese il nome di Papa Leone XII. Il Cardinal Caselli morì il 20 aprile 1828, due giorni dopo una caduta.

## Genealogia episcopale
La genealogia episcopale è:
- Cardinale Scipione Rebiba
- Cardinale Giulio Antonio Santori
- Cardinale Girolamo Bernerio, O.P.
- Arcivescovo Galeazzo Sanvitale
- Cardinale Ludovico Ludovisi
- Cardinale Luigi Caetani
- Cardinale Ulderico Carpegna
- Cardinale Paluzzo Paluzzi Altieri degli Albertoni
- Papa Benedetto XIII
- Papa Benedetto XIV
- Cardinale Enrico Enriquez
- Arcivescovo Manuel Quintano Bonifaz
- Cardinale Francisco Antonio de Lorenzana y Butrón
- Cardinale Giuseppe Maria Spina
- Cardinale Carlo Francesco Maria Caselli, O.S.M.